# Araecerus
Araecerus es un género de coleópteros de la familia Anthribidae.

## Especies
Contiene las siguientes especies:
- Araecerus acutus
- Araecerus aethiops
- Araecerus alboscutatus
- Araecerus allevatus
- Araecerus alternans
- Araecerus alternatus
- Araecerus arafurus
- Araecerus areolatus
- Araecerus asperulus
- Araecerus atramentarius
- Araecerus bicristatus
- Araecerus bifoveatus
- Araecerus blandicaudatus
- Araecerus bradytus
- Araecerus cacao
- Araecerus candicans
- Araecerus capucinus
- Araecerus cautus
- Araecerus centrimaculatus
- Araecerus citius
- Araecerus coffeae
- Araecerus conabilis
- Araecerus conformis
- Araecerus consobrinus
- Araecerus constans
- Araecerus convexus
- Araecerus corporaali
- Araecerus crassicornis
- Araecerus cyrtus
- Araecerus dasymerus
- Araecerus declivis
- Araecerus elegans
- Araecerus eudelus
- Araecerus fallax
- Araecerus fasciculatus
- Araecerus fragilis
- Araecerus fuscopictus
- Araecerus gibbicollis
- Araecerus greenwoodi
- Araecerus griseus
- Araecerus hybus
- Araecerus insularis
- Araecerus intangens
- Araecerus irresolutus
- Araecerus ishigakiensis
- Araecerus japonicus
- Araecerus koebelei
- Araecerus latior
- Araecerus levipennis
- Araecerus lindensis
- Araecerus lutatus
- Araecerus mollis
- Araecerus montanus
- Araecerus mopsus
- Araecerus mordellinus
- Araecerus mutabilis
- Araecerus nitidus
- Araecerus niveovariegatus
- Araecerus notandus
- Araecerus omphalus
- Araecerus pagius
- Araecerus pardalis
- Araecerus peregrinus
- Araecerus pumilus
- Araecerus quadridens
- Araecerus rhodopus
- Araecerus rotundatus
- Araecerus rufipes
- Araecerus rugiventris
- Araecerus rysus
- Araecerus sambucinus
- Araecerus seminarius
- Araecerus sentus
- Araecerus silex
- Araecerus simulatus
- Araecerus suavis
- Araecerus sublevis
- Araecerus subnotatus
- Araecerus suturalis
- Araecerus tarsalis
- Araecerus tripartitus
- Araecerus validus
- Araecerus varians
- Araecerus venosus
- Araecerus vieillardi
- Araecerus vitistans
- Araecerus vivax
- Araecerus zelusus